# Consolidated Aircraft Corporation
La Consolidated Aircraft Corporation è stata un'azienda aeronautica statunitense attiva dagli anni venti agli anni quaranta.

## Storia

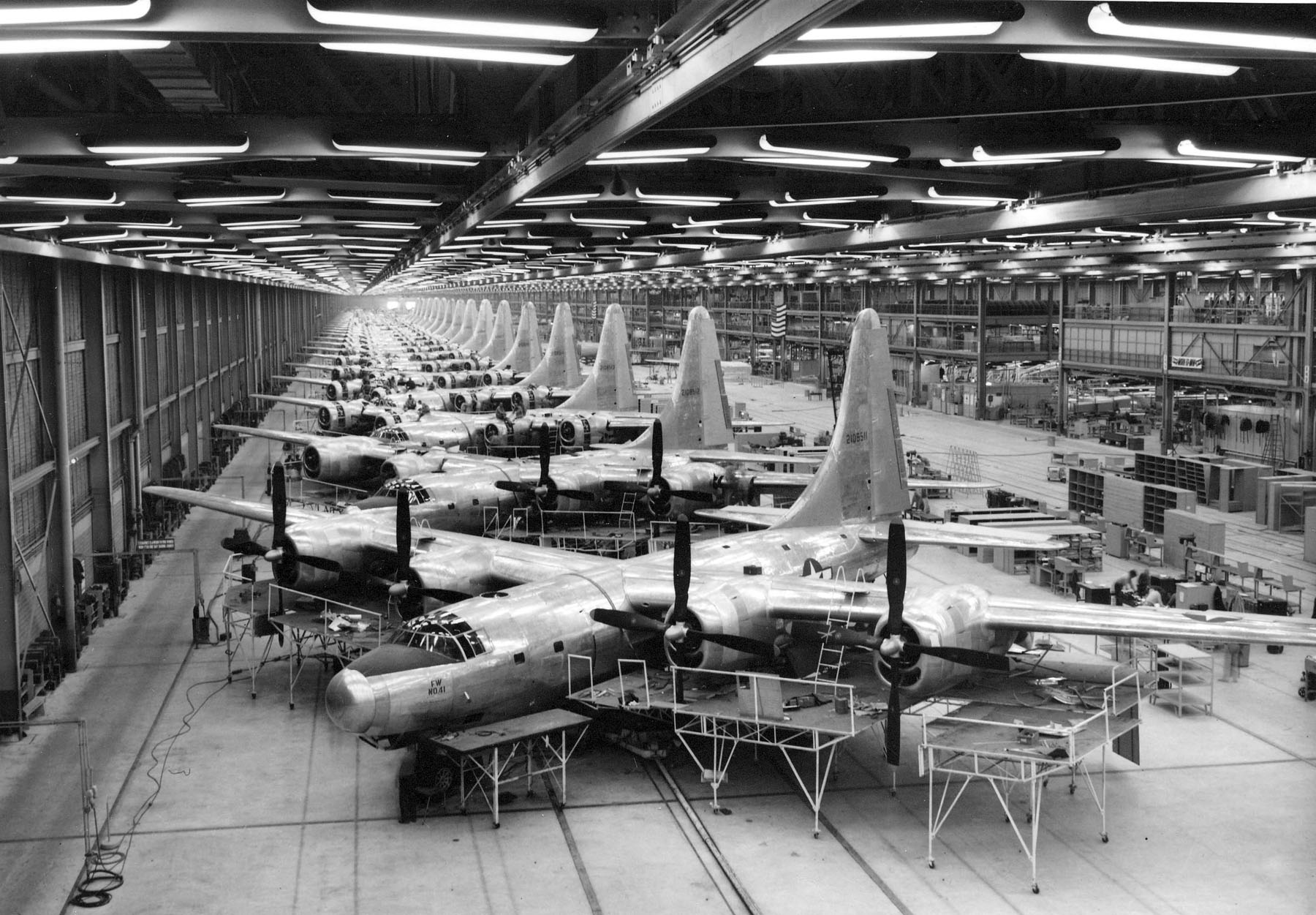
Produzione del B-32 Dominator

Fondata nel 1923 da Reuben H. Fleet a Buffalo, nello stato di New York (Stati Uniti), dalla fusione tra la liquidata Gaulladet Aircraft Company e la Dayton-Wright Company, sussidiaria della General Motors, la Consolidated divenne nota in ambito nazionale per gli idrovolanti a scafo centrale prodotti dall'azienda durante gli anni venti e trenta.
L'aereo di maggior successo costruito fu il PBY Catalina, prodotto durante la seconda guerra mondiale. Famoso fu anche il B-24 Liberator, bombardiere pesante, e la Ford aiutò nella Seconda Guerra Mondiale la Consolidated Aircraft Corporation nella produzione del B-24.
Il primo progetto della Consolidated fu un addestratore, il tipo TW-3, venduto all'U.S. Army e designato PT-1 Trusty. Nel settembre del 1924 l'azienda si spostò da Gallaudet nel Connecticut a Buffalo, e nel giro di un anno vinse una gara della U.S. Navy per una versione navale del PT-1 designato NY-1.
Nel 1930, Ray P. Whitman, uno dei pionieri dell'aviazione e fondatore della Bell Aircraft, diventa vicepresidente dell'azienda.
Nel settembre 1935, la Consolidated si spostò al "Building 1", una fabbrica di 22.900 m², con catena di montaggio a San Diego. Il primo prodotto fu il PBY Catalina lanciato nella Baia di San Diego nel 1936, e il primo XPB2Y-1 Coronado fece il volo di test nel 1937. Il vice presidente Edgar Gott fu il fautore del contratto per il bombardiere B-24 Liberator. Il prototipo XB-24 Liberator volò nel dicembre 1939, e il primo ordine arrivò dalla Francia nel 1940, pochi giorni prima della resa alla Germania nazista; sei di questi esemplari YB-24 Liberators furono designati LB-30A e dati alla Gran Bretagna. Nell'autunno del 1941, l'azienda aveva circa 25.000 dipendenti, che divennero 45.000 negli anni successivi.
Nel novembre 1941 Fleet vendette il 34,26% delle azioni per 10,9 milioni di $ a Victor Emanuel, presidente della AVCO, con l'idea di una fusione nella Vultee.
Nel 1943, Consolidated si fuse con Vultee Aircraft formando la Consolidated-Vultee Aircraft o Convair. General Dynamics comprò la maggioranza dell'azienda nel marzo 1953, rimanendo attiva nel settore aeronautico fino al 1994, anno in cui venne venduta alla McDonnell Douglas, la quale chiuse le attività dopo solo due anni, nel 1996.
La sede storica fu sempre quella a San Diego, California, ai bordi del campo volo Lindbergh Field (KSAN).

## Velivoli prodotti
Consolidated aircraft (data del primo volo):

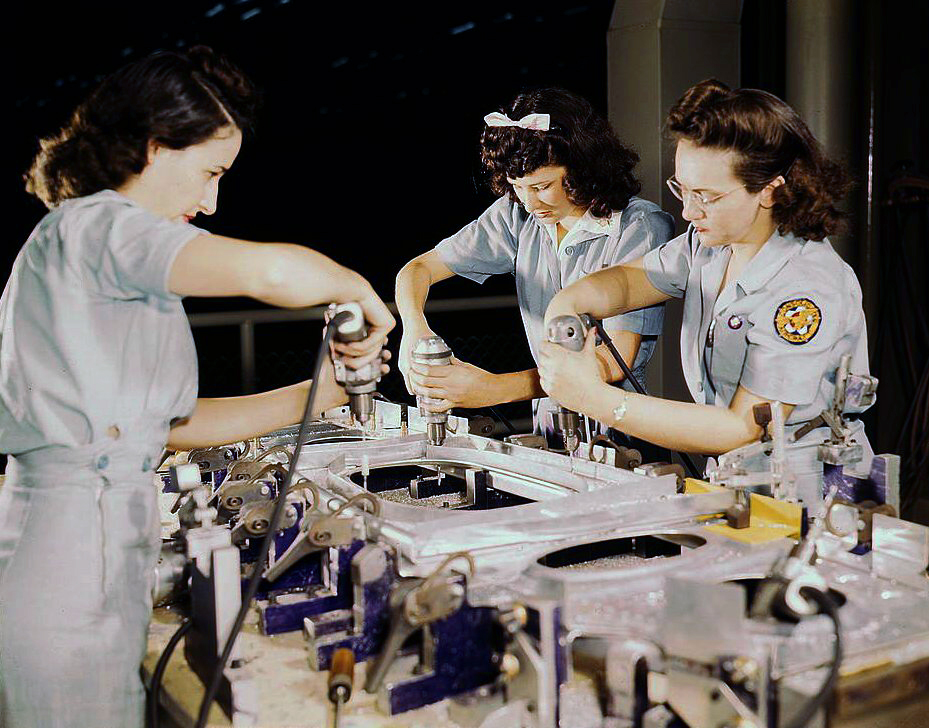
Assemblaggio di un'ala, Fort Worth (Texas), ottobre 1942

- Consolidated PT1 Trusty trainer (1923)[9]
- Consolidated NY trainer (1925)[10]
- Consolidated PT-3 trainer (1927)
- Consolidated O-17 Courier (1927)
- Consolidated Fleetster (1929)[11]
- Consolidated Commodore (1930)
- Consolidated PT-11 (1931)
- Consolidated XB2Y (1933)
- Consolidated P-30, A-11, Y1P-25 (1934)
- Consolidated P2Y[12]
- Consolidated PBY Catalina (1936)Consolidated PBY-5A Catalina del Patrol Squadron VP-61 nel marzo 1943
- Consolidated PB2Y Coronado (1937)
- Consolidated XPB3Y not built

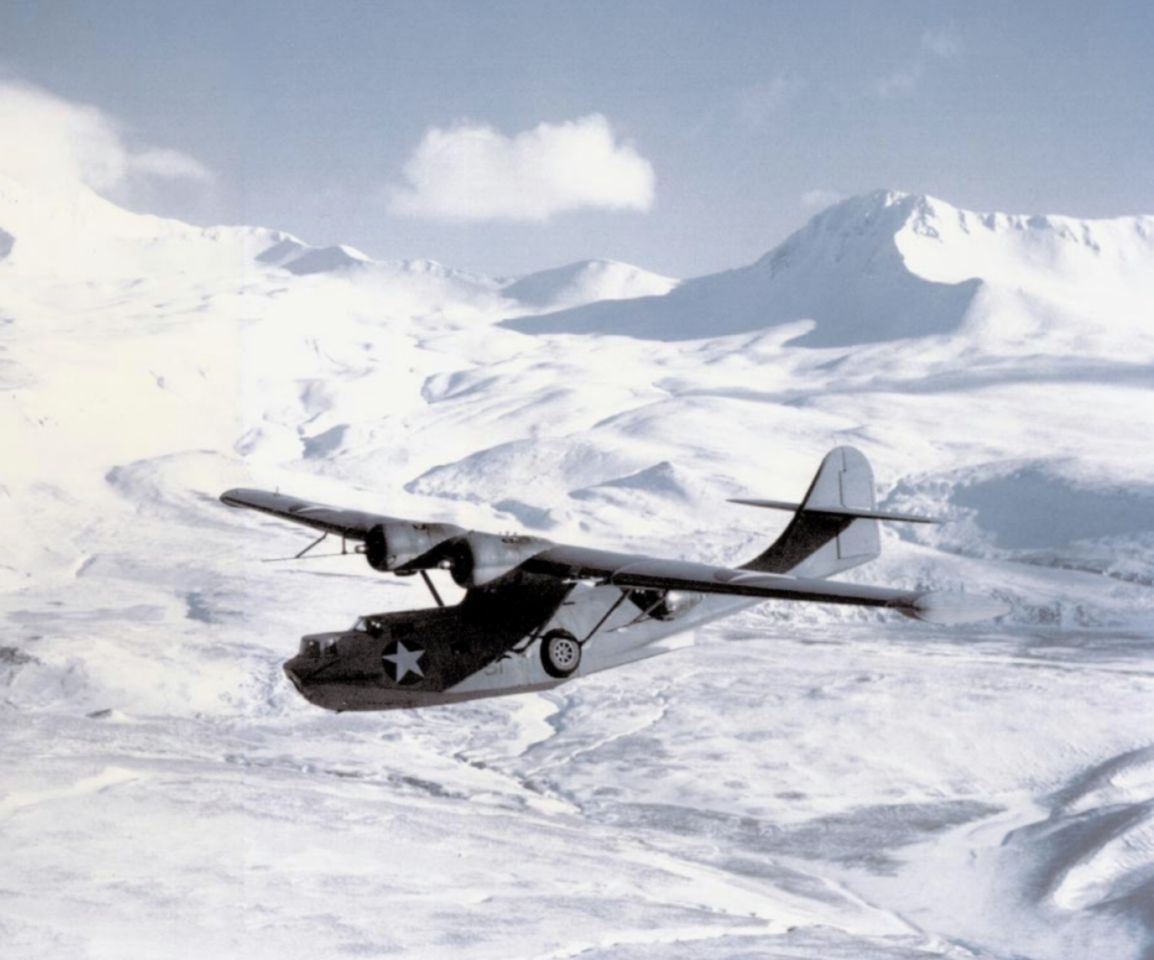
Consolidated PBY-5A Catalina del Patrol Squadron VP-61 nel marzo 1943

- Consolidated XP4Y Corregidor or "Model 31" (1939)[13]
- Consolidated B-24 Liberator (1939)U.S. Army Air Force Consolidated B-24 Liberator USAAF s/n 41-28451, B-24E-1-DT costruito dalla Douglas aircraft a Tulsa (Oklahoma)
  - Consolidated XB-41 Liberator

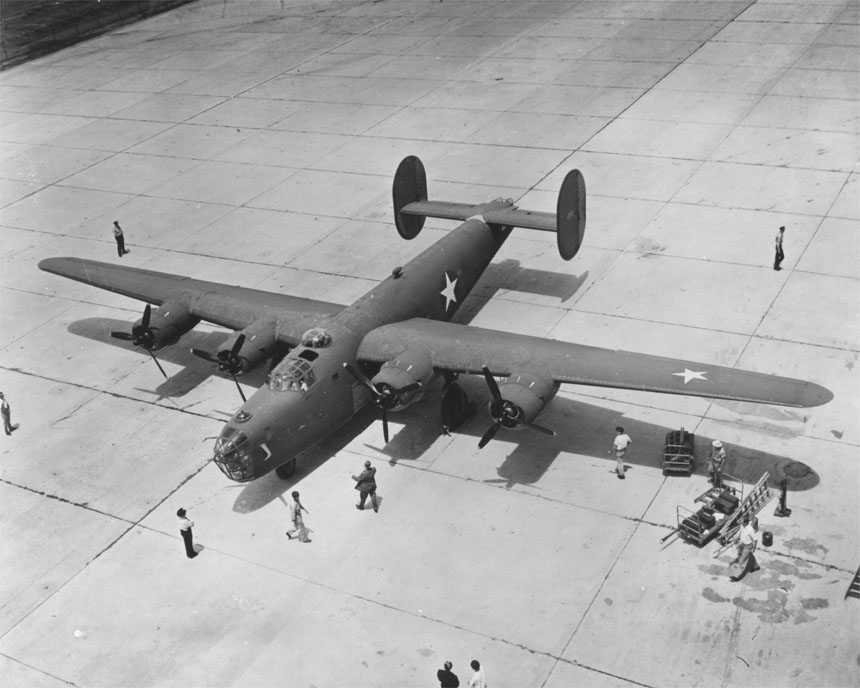
U.S. Army Air Force Consolidated B-24 Liberator USAAF s/n 41-28451, B-24E-1-DT costruito dalla Douglas aircraft a Tulsa (Oklahoma)

  - Consolidated PB4Y-1 Liberator  US Navy
  - Consolidated C-87 Liberator Express
  - Consolidated C-109 Liberator
  - Consolidated Liberator I
  - Consolidated PB4Y-2 Privateer (1944)
- Consolidated TBY Sea Wolf (1941)
- Consolidated B-32 Dominator (1942)
- Consolidated R2Y (1944)